# Ката Думбовић
Ката Думбовић — Мати (рођ. Ковачић; Луковац, код Сиска, 1903 — Загреб, 14. јул 1941) била је учесница Народноослободилачке борбе и народни херој Југославије.

## Биографија
Потиче из сиромашне сељачке породице. Током Првог светског рата погинуо јој је отац Марко, а мајка је остала са шесторо мале деце и старом бабом. Да би се смањио број чланова породице, мајка је Кату врло рано удала; као шеснаестогодишњакиња, и сама је постала мајка.
После неколико година, брак се распао и Ката је отишла од куће. Привремено је склонила код тетке, а затим је, 1924. године, отишла у Загреб, где се запослила као кућна помоћница. Касније је почела да активно ради у Уједињеним радничким синдикатима. Ту је упознала и кројачког радника Мату Думбовића, за којег се после удала.
Учествовала је у штрајковима и другим акцијама загребачких радника. Била је веома позната, међу радницима Трешњевке, где је становала. Од миља су је звали Мамица. Године 1938. постала је члан Комунистичке партије Југославије. По упутствима Раде Кончара, 1939. године, преко једног наредника, набавила је војне исправе које су секретару ЦК КП Хрватске Ради Кончару служиле за несметано кретање по Хрватској. Учествовала је и у демонстрацијама у Загребу, у јесен 1939. године, када је полиција напала демонстранте.
Почетком 1940. године, Ката је изабрана за члана Рејонског комитета КПХ Трешњевка у Загребу. Осим рада у Рејонском комитету, обављала је и друге важне послове. Преносила је илегални партијски материјал и др. Кад је, 1940. године, требало пронаћи поверљиве људе за рад партијске штампарије, одлучено је да се тај задатак повери Кати. По директиви Раде Кончара, Ката је у Загребу изнајмила кућу од Барице Левак, која је пристала да је уступи за ту сврху. Активно је учествовала у организовању рада Пете земаљске конференције КПЈ, одржане октобра 1940. године у Загребу. Бринула је за допрему хране, посуђа и других ствари потребних делегатима, као и за смештај делегата.
После окупације Краљевине Југославије и проглашења усташке Независне Државе Хрватске, априла 1941. године, Ката је остала у Загребу. Током јуна 1941. године, у масовним хапшењима комуниста, и Ката је била ухапшена. Упркос мучењу на саслушавању, није ништа признала, па је пуштена због недостатка доказа.
Месни комитет КПХ за Загреб је, јула 1941. године, организовао акцију ослобађања затвореника из усташког логора Керестинец, у коме су тада били затворени — Огњен Прица, Божидар Аџија, Отокар Кершовани, Аугуст Цесарец, као и многи други комунисти, међу којима и Катин муж, Мато Думбовић. Акција је била изведена у ноћи 13/14. јул, али је била неуспешна и Ката је у њој погинула.
Указом Президијума Народне скупштине ФНР Југославије 20. децембра 1951.  проглашена је за народног хероја.